# 1915 a sportban
1915 legfontosabb sporteseményei a következők voltak:
- Az NB1-et ebben az évben az első világháború miatt nem rendezik meg.
- Ralph DePalma megnyeri az Indianapolisi 500 mérföldes autóversenyt.

## Születések
- január 6. – Csák Ibolya, olimpiai bajnok magasugró († 2006)
- január 7. – Franz Bartl, olimpiai ezüstérmes osztrák kézilabdázó († 1941)
- január 13. – Herma Bauma, osztrák atléta († 2003)
- február 13. – Harriet Bland, olimpiai bajnok amerikai atléta († 1991)
- február 16. – Siegfried Purner, olimpiai ezüstérmes osztrák kézilabdázó († 1944)
- február 18. – Hircsák István, magyar gyeplabda és jégkorong kapus († 1976)
- február 19. – Szilvási József, román válogatott magyar labdarúgó, hátvéd
- március 5. – Miklós Sándor, magyar jégkorongozó († 1981)
- március 24. – Eugène Martin, francia autóversenyző, Formula–1-es pilóta († 2006)
- március 25. – Háray Béla, magyar gyeplabda és jégkorong játékos, edző († 1988)
- április 15. – Gróf Ödön, Európa-bajnok magyar úszó, edző († 1997)
- június 22. – Duncan Clark, skót kalapácsvető
- június 23. – Robin Montgomerie-Charrington, brit autóversenyző († 2007)
- július 2. – Antonio Mariscal mexikói műugró, edző, a Mexikói Olimpiai Bizottság tiszteletbeli tagja († 2010)
- július 3. – Heinz Körvers, olimpiai bajnok német kézilabdázó († 1942)
- július 7. – Jaroslav Volak, olimpiai ezüstérmes osztrák kézilabdázó († ?)
- szeptember 4. – Lengyel Árpád, olimpiai bronzérmes, Európa-bajnok úszó († 1993)
- szeptember 20.
  - Drahomír Jirotka, Európa-bajnoki ezüst- és bronzérmes csehszlovák jégkorongozó, olimpikon († 1958)
  - Siegfried Powolny, olimpiai ezüstérmes osztrák kézilabdázó († 1944)
- november 13. – Clara Marangoni, olimpiai ezüstérmes olasz tornász († 2018)
- december 18. – Dario Mangiarotti, olimpiai és világbajnok olasz párbajtőrvívó († 2010)

## Halálozások
| Halálozás      | Név               | Nemzetiség, sportág, eredmények                                                      | Születés       |
| -------------- | ----------------- | ------------------------------------------------------------------------------------ | -------------- |
| január 29.     | George Baker      | amerikai baseballjátékos                                                             | 1857           |
| február 5.     | Ross Barnes       | amerikai baseballjátékos                                                             | 1850           |
| február 17.    | Jersey Bakley     | amerikai baseballjátékos                                                             | 1864           |
| február 24.    | Adonis Terry      | amerikai baseballjátékos                                                             | 1864           |
| március 5.     | Jim Donnelly      | amerikai baseballjátékos                                                             | 1865           |
| április 21.    | Jack Allen        | amerikai baseballjátékos                                                             | 1855           |
| május 4.       | Chuck Lauer       | amerikai baseballjátékos                                                             | 1865           |
| június 2.      | Dave Orr          | amerikai baseballjátékos                                                             | 1859           |
| június 4.      | Tim Hurst         | amerikai baseballjátékos és bíró                                                     | 1865           |
| június 10.     | Marcel Haëntjens  | francia krokettjátékos, versenylovas, olimpikon                                      | 1869           |
| július 1.      | Phil Coridan      | amerikai baseballjátékos                                                             | 1858           |
| július 7.      | Mike DePangher    | amerikai baseballjátékos                                                             | 1858           |
| július 18.     | Larry McKeon      | amerikai baseballjátékos                                                             | 1857 vagy 1858 |
| július 26.     | Charlie Reising   | amerikai baseballjátékos                                                             | 1861           |
| augusztus 30.  | William Coon      | amerikai baseballjátékos                                                             | 1855           |
| szeptember 9.  | Albert Spalding   | amerikai baseballjátékos és menedzser, National Baseball Hall of Fame and Museum tag | 1849           |
| szeptember 11. | John Carbine      | amerikai baseballjátékos                                                             | 1855           |
| szeptember 16. | Wally Goldsmith   | amerikai baseballjátékos                                                             | 1848           |
| szeptember 23. | Brickyard Kennedy | amerikai baseballjátékos                                                             | 1867           |
| szeptember 26. | Ed Cushman        | amerikai baseballjátékos                                                             | 1852           |
| október 2.     | Tommy Beals       | amerikai baseballjátékos                                                             | 1850           |
| október 8.     | Harry Grant       | amerikai autóversenyző                                                               | 1877           |
| október 19.    | Russ McKelvy      | amerikai baseballjátékos                                                             | 1854           |
| október 27.    | Tommy Beals       | amerikai baseballjátékos                                                             | 1852           |
| december 15.   | Tony Murphy       | amerikai baseballjátékos                                                             | 1859           |
| december 16.   | John Hofford      | amerikai baseballjátékos                                                             | 1863           |
| december 24.   | John Doyle        | amerikai baseballjátékos                                                             | 1858           |
| december 31.   | Tip O’Neill       | kanadai baseballjátékos, Canadian Baseball Hall of Fame tag                          | 1860           |